# Oplontis

Oplontis pe hartă

Oplontis a fost o localitate antică în Campania, pe amplasamentul actual al orașului Torre Annunziata, distrusă în anul 79 d.C., la fel ca și alte localități învecinate, din cauza erupției vulcanului Vezuviu, fiind acoperită cu cenușă.
Apare pe harta străveche Tabula Peutingeriana. 
În anul 1964 aici a fost excavată o vilă foarte bine conservată, bogat decorată cu picturi murale, atribuită celei de a doua soții a lui Nero (Poppaea Sabina). Avea grădini bogate cu oleandrii, lauri și lămâi. 
A fost descoperită și vila lui Lucius Crassius Tertius, în care s-au refugiat 74 de persoane în timpul erupției vulcanice, ale căror cadavre au fost găsite aici. 
Se presupune că Oplontis a fost așezarea unor romani bogați, pe drumul litoral de la Napoli la Sorrento.